# J. T. Realmuto
Jacob Tyler Realmuto (Del City, 18 marzo 1991) è un giocatore di baseball statunitense, ricevitore per i Philadelphia Phillies della Major League Baseball.

## Carriera

### Minor League (MiLB)
Realmuto nacque nella cittadina di Del City, Oklahoma e crebbe nella vicina Midwest City nel medesimo stato, dove frequentò la Carl Albert High School. Da lì venne selezionato nel terzo turno del draft MLB 2010 dai Florida Marlins l'8 giugno. Dopo aver firmato il 10 agosto, venne assegnato nella classe Rookie. Nel 2011 passò alla classe A e l'anno successivo partecipò alla classe A-avanzata. Militò nella stagione 2013 alla Doppia-A, iniziando la stagione 2014 nella Tripla-A.

### Major League (MLB)

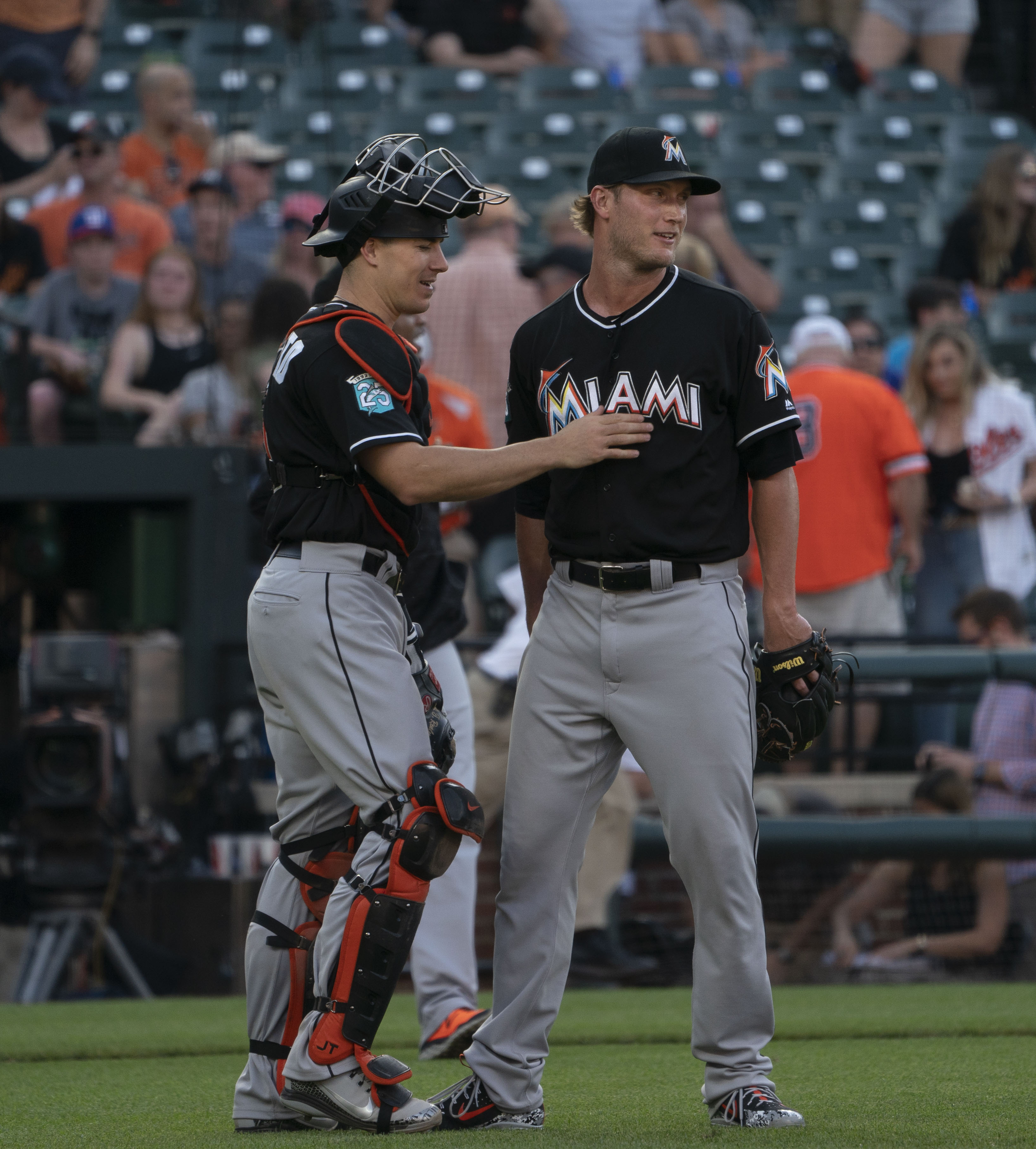
Realmuto (sinistra) assieme al compagno di squadra Drew Steckenrider nel 2018

Realmuto debuttò nella MLB il 5 giugno 2014, al Tropicana Field di St. Petersburg contro i Tampa Bay Rays, battendo la sua prima valida. Concluse la sua prima stagione regolare nella MLB con 11 partite disputate, a fronte delle 97 giocate nella Tripla-A.
Nel 2018 venne convocato per la prima volta per l'All-Star Game e al termine della stagione vinse il Silver Slugger Award.
Il 7 febbraio 2019, i Marlins scambiarono Realmuto con i Philadelphia Phillies in cambio Jorge Alfaro, Sixto Sánchez, Will Stewart e una somma di 250.000 dollari. Anche quest'anno venne convocato per l'All-Star Game.

## Palmarès

### Individuale
- MLB All-Star: 3

2018, 2019, 2021
- Guanto d'Oro: 1

2019
- Silver Slugger Award: 2

2018, 2019
- Giocatore della settimana: 1

NL: 9 aprile 2017